# Каплани, Эдмонд
Эдмонд Каплани (алб. Edmond Kapllani; род. 31 июля 1982, Дуррес, Албания) — албанский футболист, завершивший игровую карьеру.

## Клубная карьера
Клубную карьеру Эдмонд Каплани начал в родном городе. В 1990 году он был принят в молодёжную команду местного клуба «Теута», в которой играл до 1998 года. Затем его перевели во взрослую команду, в составе которой футболист провёл сезон 1998—99 года. С 1999 по 2003 год играл за клуб «Партизани», с перерывом в сезон 2001—02 года, во время которого играл за хорватский клуб «Ориент». Последним албанским клубом футболиста был «Беса» в Кавае во время сезона 2003—04 года.
1 июля 2004 года Эдмонд Каплани присоединился к немецкому клубу «Карлсруэ». Ему потребовалось время, чтобы приспособиться к стилю игры в немецкой лиге. В своём первом сезоне за новую команду он сыграл в 15 матчах, забив всего 1 гол. В сезоне 2005–06 года футболист провёл 25 матчей, забив 6 голов. В успешном для него сезоне 2006–07 года Эдмонд Капллани стал вторым бомбардиром во Второй Бундеслиге с 17 голами в 30 матчах, уступив товарищу по команде и партнёру по ударам Джованни Федерико, который забил 19 голов в том же сезоне. Оба игрока помогли клубу «Карлсруэ» выйти в Бундеслигу после девятилетнего в ней отсутствия. В сезоне 2007–08 года для футболиста оказался менее удачным. Он сыграл только в 14 из 28 матчей и забил всего 2 гола. Следующий сезон стал для него провальным. Он сыграл в 6 из 20 матчей, потому что тренер Эдмунд Беккер доверил ударную позицию Джошуа Кеннеди, хотя австралиец не смог забить ни одного гола до финального матча сезона. В тот год клуб «Карлсруэ» вылетел из Бундеслиги. Единственным достижением футболиста за тот сезон стал гол в первом раунде Кубка Германии по футболу.
27 мая 2009 года Эдмонд Каплани воспользовался пунктом контракта и бесплатно перешёл в клуб «Аугсбург», подписав с ним контракт до 2011 года. 7 января 2010 года клуб «Аугсбург» отдал его в аренду клубу «Кобленц» до конца сезона, играя за который, футболист забил 5 голов в 17 матчах и стал лучшим бомбардиром клуба во второй половине сезона. После своего возвращения в клуб «Аугсбург» Эдмонд Каплани забил гол в первом раунде Кубка Германии по футболу. 31 августа 2010 года он был сдан в аренду клубу «Падерборн 07» до конца сезона и стал лучшим бомбардиром клуба в сезоне 2010–11 года, забив 8 голов в 23 матчах, несмотря на разрыв крестообразной связки в феврале 2011 года. В результате контракт Эдмонда Каплани был автоматически продлен, и он впервые с 2009 года вернулся в высший футбол.
1 июля 2012 года, после истечения срока его контракта, он покинул клуб «Аугсбург» и подписал контракт с клубом «Франкфурт» до 30 июня 2014 года. Футболист начал сезон 2014–15 года, дважды забив в поражении со счётом 2:3 в матче против своей бывшей команды «Карлсруэ». Восемь дней спустя он забил ещё 2 гола в первом раунде Кубке Германии по футболу в матче против клуба «Шпортфройнде», который его команда обыграла со счётом 5:4 по пенальти, а Каплани реализовал свою попытку серии пенальти. 15 мая 2016 года он забил 2 гола с пенальти в матче против клуба «Мюнхен 1860» в домашней победе со счётом 2:1 в последний день сезона Второй Бундеслиги. 30 июня 2016 года Каплани официально покинул клуб «Франкфурт» после четырёх сезонов из-за отсутствия справедливости со стороны владельцев клуба. За время своего пребывания в команде футболист забил 36 голов в 101 чемпионатном матче, а также 4 гола в 7 кубковых матчах.
12 июля 2016 года он бесплатно перешел в клуб «Эльферсберг», с которым подписал контракт до июня 2018 года. Приняв его в команду, Роланд Зейтц, один из владельцев клуба, заявил: «Мы рады, что он присоединился к «Эльферсбергу». Эдмонд обладает не только ценным футбольным опытом, но и чем-то большим. Он привнёс в команду свою силу, характер и лидерские качества. Он будет ещё одним преимуществом для команды тренера Михаэля Визингера».

## Международная карьера
Эдмонд Каплани дебютировал  на международной арене в составе молодёжной сборной Албании до 18 лет. Впервые за сборную Албании по футболу он сыграл в товарищеском матче против сборной Исландии в марте 2004 года в Тиране. В общей сложности за сборную страны футболист провёл 41 матч, забив 6 голов. Его последний международный матч состоялся в июне 2014 года на выезде против Сан-Марино. Эдмонд Каплани стал лучшим бомбардиром сборной Албании в квалификации Евро-2008, забив 3 гола в 2 матчах сборной своей страны против сборной Люксембурга и ещё 2 гола в матчах против сборных Белоруссии и Румынии.

## Достижения
«Партизани»
- Чемпион Албании (1): 2000/01.

 «Карлсруэ»
- Чемпион Второй Бундеслиги (1): 2006/07[нем.][12].
- Лучший бомбардир сборной Албании в квалификации Евро-2008: 5 голов[18].

## Личная жизнь
Эдмонд Каплани женат и имеет двоих детей, дочь Вивьен (род. 2009) и сына Ноэля (род. 2012). Он является младшим братом албанского футболиста, завершившего игровую карьеру, Джевахира Каплани, бывшего вратаря клуба «Теута».